# 11196 Michanikos
11196 Michanikos è un asteroide della fascia principale. Scoperto nel 1999, presenta un'orbita caratterizzata da un semiasse maggiore pari a 2,7495864 UA e da un'eccentricità di 0,0748780, inclinata di 4,57897° rispetto all'eclittica.